# David García Santana
David García Santana (Maspalomas, Gran Canària, 25 de febrer de 1982) és un futbolista professional que juga com a defensa central a la UD Tamaraceite.
Ha jugat tota la seva carrera professional a la UD Las Palmas, amb més de 440 partits amb l'equip.

## Carrera de club
Després de formar-se al CD Maspalomas, va debutar com a sènior amb la UD Vecindario el 2001, a la segona divisió B.
L'estiu de 2003, García va ingressar a la UD Las Palmas, de segona divisió. Va debutar-hi com a professional el 17 de setembre, com a titular, en una victòria per 2–1 a fora contra l'Elx CF. Va jugar només set partits durant la temporada 2003-04, en què l'equip va descendir.
García va marcar el seu primer gol com a professional el 10 de desembre de 2006, el darrer del partit en un empat 1–1 contra l'Albacete Balompié. Posteriorment, va ser titular indiscutible les següents temporades, i fou nomenat capità de l'equip el 2008.
García va jugar 37 partits la temporada 2014–15, contribuint a que Las Palmas promocionés a La Liga després d'una absència de 13 anys. Va debutar a la competició a 33 anys, com a titular en una derrota per 0–2 a casa contra la SD Eibar el 3 d'octubre de 2015.
El 5 de març de 2016, García va marcar el seu primer gol de la temporada que va permetre que l'equip encadenés la tercera victòria consecutiva, gràcies a una assistència de cap de Jonathan Viera, en un partit contra el Vila-real CF.